# Interkozmosz–2
Az Interkozmosz–2 (IK-2) szovjet tudományos, ionoszféra-kutató műhold, a szocialista országok közös Interkozmosz űrprogramjának egysége.

## Küldetés
Feladata a földi felső légkör és az ionoszféra vizsgálata, az elektronok és pozitív ionok koncentrációinak, áramlásának, a felhőrétek koncentrációjának és hőmérsékletének mérése, a földi vevőállomásokkal történő adatátvitel biztosítása. Szolgálati idejét június 8-án, 165 nap után fejezte be, a Föld légkörébe érve elégett.

## Jellemzői
1969. december 25-én a Kapusztyin Jar rakétakísérleti lőtérről a Majak–2 indítóállásából egy Interkozmosz hordozórakétával, Kozmosz–2 (63SZ1) típussal juttatták Föld körüli, közeli körpályára.  Az orbitális egység pályája 89,5 perces, 48,4 fok hajlásszögű, elliptikus pálya perigeuma 200 kilométer, apogeuma 1178 kilométer volt. Energiaellátását akkumulátorok és napelemek összehangolt egysége biztosította. Hasznos tömege 320 kilogramm.

## Külső hivatkozások
- Interkozmosz–2. skyrocket.de. (Hozzáférés: 2012. december 13.)
- Interkozmosz–2. lib.cas.cz. (Hozzáférés: 2012. december 13.)

| Elődje: Interkozmosz–1 | Interkozmosz sorozat 1969–1994 | Utódja: Interkozmosz–3 |